# Autostrada A6 (Polonia)
L'autostrada A6 è un'autostrada polacca, che inizia al confine tra Polonia e Germania a Kołbaskowo e si collega all'autostrada tedesca A11. Forma una circonvallazione meridionale dell'area metropolitana di Stettino e termina allo svincolo di Rzęśnica, a est della città, da dove prosegue in una superstrada standard come S3 verso Świnoujście e S6 verso Danzica. La sua lunghezza è di 29,2 km. Fa parte della strada europea E28.